# Pando Jankulovski
Pando Jankulovski (1. června 1941 – 17. září 2015), rodným jménem Pando Jankulidis, byl český fotbalista, útočník. Narodil se v řeckém regionu Makedonie. Do Československa se dostal jako válečný sirotek prostřednictvím Červeného kříže a vyrůstal v dětském domově. Jeho synem je fotbalista Marek Jankulovski.

## Fotbalová kariéra
Nejprve hrál za Baník Pudlov, potom přestoupil do ligového týmu Spartak ZJŠ Brno, kde hrál v letech 1962–1965. V nejvyšší soutěži odehrál 28 utkání, vsítil 5 branek. Dařilo se mu v Poháru veletržních měst, nastoupil do 6 utkání, vstřelil 3 branky (1963/64: 5 / 3, 1964/65: 1 / 0). Dále pokračoval v nižších soutěžích v TŽ Třinec, NHKG Ostrava a v Rakousku v Kapfenberger SV.

## Ligová bilance
| Ročník                                   | Zápasy | Góly |                  |
| ---------------------------------------- | ------ | ---- | ---------------- |
| 1. československá fotbalová liga 1962/63 | 5      | 2    | Spartak ZJŠ Brno |
| 1. československá fotbalová liga 1963/64 | 21     | 3    | Spartak ZJŠ Brno |
| 1. československá fotbalová liga 1964/65 | 2      | 0    | Spartak ZJŠ Brno |
| LIGA CELKEM                              | 28     | 5    |                  |